# 二つの中国

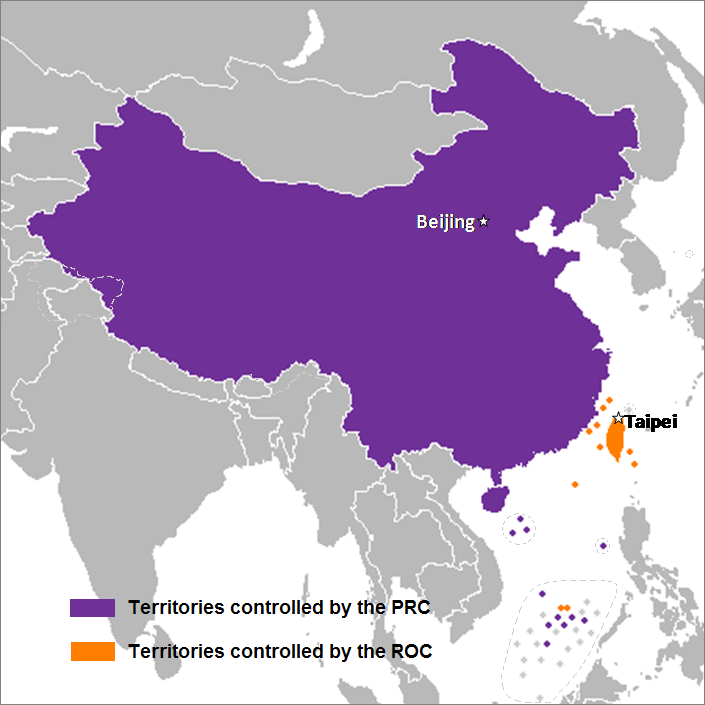
中華人民共和国（紫）と中華民国 （橙）が統治している地域。視認性のため、島嶼の大きさは誇張されて描かれている。

二つの中国（ふたつのちゅうごく、繁体字: 兩個中國、簡体字: 两个中国、英語: Two Chinas）は、1949年以降「中国」の正統政府を自任し台湾海峡両岸で向かい合う二つの国家政権と、両者の政治的対立関係を表す用語。もとは1950年の朝鮮戦争勃発からおもに 1960年代までに、アメリカなどの西側諸国の一部に出された主張である。
- 中華人民共和国 … 通称中国（China）、その他の通称として、新中国、中共、大陸、内地、北京政府、中など。1949年10月1日に中国大陸で中国共産党が建国を宣言し成立。第二次国共内戦での敗北によって台湾に退却してからも、依然として1970年代まで中国の国連代表権を保持していた中華民国から、アルバニア決議で国際連合における中国代表権（中国語版）を獲得した。これにより1970年代以降は中華民国に代わり、国際社会における中国政府として扱われるようになった。香港やマカオの二つの特別行政区がある。
- 中華民国 … 通称台湾（Taiwan）[注釈 1]、その他の通称として、国府、中華、華、台湾、台北政府、台など。1912年に建国された中国大陸の中央政府であったが、中国共産党との国共内戦の結果、1949年に大陸には実質的な後継国家として中華人民共和国が建国され、中華民国は大陸の統治権を失う。大陸陥落を受けて台北に中華民国政府を移し、1955年の大陳島撤退以降台湾とその周辺地域の島嶼からなる台湾地区のみを実効支配している。台湾移転後も中華民国が大陸も含む中国（China）の正統政府であると主張していたが1991年に「統一までの期間限定」の憲法修正事項として「中華民国憲法増修条文」を施行し、実質的に台湾地区のみを統治する国家となった。中国国民党による独裁国家であったが1996年の総統直接選挙、2000年の政権交代を経て民主主義国家となった。
2023年当時総統であった蔡英文は「我々はすでに独立国家であり、その名は『中華民国台湾』である」と述べた[3]。

## 背景
1912年、南京で孫文を中心とした革命派が中華民国臨時政府を樹立する。同年、清朝の宣統帝の退位交渉の見返りに北洋軍閥総帥の袁世凱に臨時大総統の地位を譲り、1913年に北京政府が成立した。
1912年から1949年まで、中国では軍閥による内戦、日中戦争や国共内戦が起こった。この動乱の時代にはさまざまな短命政権が立て続けに成立した。袁世凱を筆頭とする北洋軍閥の北京政府（1912年 - 1928年）、中華ソビエト共和国（1931年 - 1937年） 、中華共和国（1933年 - 1934年）、満洲国（1932年 - 1945年）、汪兆銘政権 （1940年 - 1945年）などである。
なお、第一次世界大戦後に成立した国際連盟においても、北京政府と革命側政権（広東政府→国民政府）の間で代表権をめぐる争いが発生している。
国共内戦の結果、1949年に毛沢東率いる中国共産党は中国大陸を掌握し、中華人民共和国を10月1日に成立させる。蔣介石率いる中華民国政府は同年中国大陸を離れ、1945年の終戦に伴い日本から接収していた台湾を拠点とするようになる。
戦いはその後も数年続いたが、朝鮮戦争開始時には支配圏がくっきりと分かれるようになった。北京の中国共産党率いる中華人民共和国政府が中国大陸を勢力下に収めた一方で、中国国民党率いる中華民国政府は台湾と大陸沿岸のいくつかの島嶼を勢力下に残した。
初期の中華人民共和国政府を正式な政府として承認した国は、東側諸国と非同盟諸国のほか、西側諸国ではイギリス（1950年）に限られた。西側諸国を含む多くの国々は、それまでの歴史的背景から中華民国と国交があり、1970年代以前は中華民国が国際連合を含む多くの国家に中国大陸と台湾を含む「中国」の正統かつ唯一の後継政府であると認識していた。
国際連合においても中華民国は設立当初の加盟国であり、安全保障理事会の5つの常任理事国の1つでもあった。しかし、1971年、国際連合総会は国際連合総会決議2758（アルバニア決議）を採択し、蔣介石率いる中華民国を中国の代表政府とみなすことをやめ、国連から追放した。この後、アメリカを含むほとんどの国家が中華人民共和国を国家として承認した。中華民国はその後も中華人民共和国と中国の正統政府の座をめぐって対立していた。
1990年以降、台湾独立運動の高まりにより、中国の正統政府をめぐる議論に代わり、台湾の政治的地位が主要な問題となった。台湾には、中華民国と中華人民共和国はどちらも主権国家であり、「二つの中国」もしくは「一つの中国と一つの台湾」を形作っているという見解がある。2000年から2008年まで中華民国総統を務めた陳水扁はこれを支持し、中国唯一の正統政府として中華民国の承認を得ようとする活動を中止した。陳水扁政権下において中華民国政府は、「台湾」として国際連合に加盟することを目指した。しかし国民党の馬英九が次の総統に就くと、このような活動は沈静化した。

## 現在の状況

一つの中国と二つの中国に関する地図
中華人民共和国
中華人民共和国を中国の正統政府であると認定している国家
中華人民共和国を中国の正統政府であると認定しているが、中華民国とも非公式な関係がある国家
中華民国
中華民国を中国の正統政府であると認定している国家
現在立場を明らかにしていない国家

中華人民共和国と中華民国は、公式には互いを正式な政府とは認めていない。両政府は、中国を統治する国家はただひとつしかなく、それぞれ自身こそが台湾・中国大陸を含む「中国」全土を代表する正統政府であり、相手の政府は非公式な政権であると主張してきた。

### 中華人民共和国
中華人民共和国政府は中華民国を国家として承認すること、国家として扱うことに強く反対している。中国政府は一貫して「二つの中国」という概念に反対し続けており、代わりに「中国」全土が唯一不可分な主権の下にあるという「一つの中国という原則（一中原則）」を打ち出した。中華人民共和国はこの原則の下、中華民国が統括している領域を実効支配していないにもかかわらず、中華人民共和国と中華民国が統治している領土は同じ「中国」領土の一部分であり、全体で不可分な「中国」という主権国家であると主張している。さらに継承国理論の下に中華人民共和国は自国政府が「中国」の政府として中華民国を継承したもので、台湾を拠点とする現在の中華民国政府は違法政権であって、取って代わられるべきであるという主張を繰り返している。
南北等距離外交政策により二重承認を認めている大韓民国と朝鮮民主主義人民共和国とは異なり、中華人民共和国は一つの中国の原則に基づき中華民国との外交関係を断絶した国とだけ外交関係を樹立することを求めている。このため日本やアメリカなど中華民国との交流が深い国であっても同国とは国交断絶を余儀なくされている。中華民国は、1980年代以降チャイニーズタイペイなどの名義でオリンピック競技をはじめとした国際的な場に参画することを余儀なくされている。これは中華人民共和国が国際的な影響力を行使して、国際的な場で中華民国という公式名称を使用させないためである。公式発表やメディアの報道においても、中華人民共和国は現在の台湾を指して中華民国という名称を用いることは決してなく、中華民国政府を「台湾当局」と呼ぶなど、中華民国の政府機関や役職、事物の名称をそのまま使わずに言い換えることを徹底している。

### 中華民国
国共内戦の結果、中国大陸には中華人民共和国が成立し、大陸領土を失った中華民国は1949年に大陸部の領土奪還（大陸反攻）を目指す拠点として台北を臨時首都と定めて、政府を台湾に移転した。実効支配地域が台湾地区に限定された後も、中華民国政府は名目上は中国大陸全土を支配しているという前提を崩さず、自らを「中国」「中華」「China」と呼称し続けた。また、中華人民共和国と国交を結んだ国との断交、中華人民共和国の加盟を認めた国際連合からの脱退など強硬姿勢を取り続けた。1960年に国際オリンピック委員会から「China」名義でのオリンピック参加を拒否され「Taiwan」または「Formosa」の名義の使用を求められた際には、英語表記「Republic of China」の略称である「R.O.C.」名義で参加している。
このような状況で、経済発展、民主化の流れを受けた中華民国政府は1991年に動員戡乱時期臨時条款を廃止。これにより中国共産党を反乱団体と規定することをやめ、中華人民共和国が中国大陸を統治しているという事実を認め、台湾・澎湖・金門・馬祖を自らの実効支配が及ぶ範囲とし、立場を変化させた。大陸を含む中国全土を領土とする中華民国の一行政区画であるという建前から残存していた台湾省の機能は1998年に凍結され、2018年には事実上廃止された。
台湾において言論の自由や民主主義が滲透し、台湾独立運動が影響力を強め、ひいては「独台」「天然独」と呼ばれる台湾の独立を前提にした考えの人々が増えたことにより、事態がさらに複雑になっている。中華人民共和国は「二つの中国」を受け入れがたい概念とする一方で、「中国」とは全く別に「台湾」として独立する台湾独立はさらに悪い事態であると考えている。この問題に対する立場は、民主化後の中華民国が政権交代を何度か経たことで、時の政権によって変化している。
1999年、当時の総統・李登輝（中国国民党）は、中台関係を「特殊な国と国の関係」と定義した。また2013年に李登輝は「私がはっきりさせておきたいのは、『台湾は中国の一部』とする中国の論法は成り立たないということだ。四百年の歴史のなかで、台湾は六つの異なる政府によって統治された。もし台湾が清国によって統治されていた時代があることを理由に『中国（中華人民共和国）の一部』とされるならば、かつて台湾を領有したオランダやスペイン、日本にもそういう言い方が許されることになる。いかに中国の論法が暴論であるかがわかるだろう。もっといおう。たしかに台湾には中国からの移民者が多いが、アメリカ国民の多くも最初のころはイギリスから渡ってきた。しかし今日、『アメリカはイギリスの一部』などと言い出す人はいない。台湾と中国の関係もこれと同じである」と述べている。
陳水扁（民主進歩党）は、総統在任中の2002年に「台湾と対岸の中国はそれぞれ別の国（一辺一国）」であるとし、「台湾は他人の地方政府でもなければ、他人の一省でもない」と発言した。陳水扁時代の政府は「二つの中国」に対する混乱を避けるためとして「台湾（Taiwan）」の名を国際的に使用する政策を採った。現在でも中華民国（Republic of China）旅券で旅行する際、入国審査官に中華人民共和国 （People’s Republic of China）国民と取り違えられる困難な事態に直面することがあり、中華民国旅券に「TAIWAN」という英語名称を加えている。
2008年9月、馬英九（中国国民党）は、中台関係について二つの中国や二つの国といった問題ではない「特殊な関係」であると述べた。さらに両者の主権問題は現在は解決不可能と述べ、解決できるようになるまでの暫定的な指針として、現在双方の政府が承認している「九二共識」を引用している。中華民国総統府スポークスマン・王郁琦はこの馬英九発言について、中華民国が独立した主権国家であることを否定したものではなく、中台関係が台湾地区と大陸地区という二つの地域の間の関係であることは中華民国憲法増修条文第11条と両岸人民関係条例に基づくと説明した。
2016年に総統に就任した蔡英文（民主進歩党）は、「二つの中国」の立場に立っており、既に中華民国(台湾) は独立国家であるので独立宣言などする必要がないという「天然独」の考え方である、一方で中華民国を認めず台湾独立を主張する陳水扁のような急進的な独立運動とも距離を置いている。